# Sur lie
『Sur lie』（シュール・リー）は、浜田麻里22枚目のオリジナル・アルバム。2007年3月21日に徳間ジャパン/meldacから発売された。1年5か月ぶりの新作。

## 解説
タイトルはフランス語で「澱の上」を意味する。本作の一部は久々のロサンゼルスにて制作。かつてのレコーディング・メンバー、Michael Landau、Leland Sklar参加が話題となった。

## 収録曲
作詞・作曲：浜田麻里（特記以外）
1. Heartbeat away from you
編曲：浜田麻里・飯島拓也
2. Lucky Star
編曲：浜田麻里・大槻啓之
3. Sail Against the Wind
作曲：大槻啓之　編曲：大槻啓之・浜田麻里
4. Blue Water
作曲：飯島拓也　編曲：飯島拓也・浜田麻里
5. Ruten-no-toki
作曲・編曲：浜田麻里・大槻啓之
6. Surrender
編曲：浜田麻里・大槻啓之
7. Never Be The Same
作曲：大槻啓之　編曲：大槻啓之・浜田麻里
8. Expectations
作曲：大槻啓之　編曲：大槻啓之・浜田麻里
9. Love creatures
作曲：増田隆宣　編曲：増田隆宣・浜田麻里
10. Evergrace
編曲：浜田麻里・松崎雄一

## 参加ミュージシャン
国内
- Guitars	
  - 大槻啓之
  - 増崎孝司(DIMENSION)
- Bass	
  - 大堀薫
- Keyboards	
  - 松崎雄一
  - 増田隆宣
- Drums	
  - 本間大嗣(ANTHEM)

海外
- Guitars	
  - Michael Landau
- Bass	
  - Leland Sklar
- Drums	
  - Gregg Bissonette